# Gastrotheca ruizi
Gastrotheca ruizi är en groddjursart som beskrevs av William Edward Duellman och Patricia A. Burrowes 1986. Gastrotheca ruizi ingår i släktet Gastrotheca och familjen Hemiphractidae. IUCN kategoriserar arten globalt som starkt hotad. Inga underarter finns listade i Catalogue of Life.